# ウェイランド・ドルー
ウェイランド・ドルー（Wayland Miller Drew、1932年9月12日 - 1998年12月3日）は、カナダ生まれの作家。

## 略歴
カナダのオンタリオ州オシャワに生まれる。トロント大学のビクトリアカレッジで英語学と英文学を学んだのち、1961年からオンタリオ州ポートペリーの高校教師となる。その後、ブレイスブリッジやムスコカ湖で教鞭をとった後、1994年に引退した。1957年に結婚し、4人の子供がいる。
日本においては、『ニューヨーク東8番街の奇跡』『ウィロー』のノベライゼーションの作者として知られている。

## 著書

### 小説
- The Wabeno Feast (1973)
- Wood, in 74 new Canadian stories.(1974)（調査中）
- The Erthring Cycle
  - The Memoirs of Alcheringia: Part one of the Erthring Cycle (1984)
  - The Gaian Expedient: Part two of the Erthring Cycle (1985)
  - The Master of Norriya: Part three of the Erthring Cycle (1986)
- Halfway Man (1989)

### ノンフィクション
- The Nature of Mammals. The Illustrated natural history of Canada (1974, 1975) （共著）
- The Nature of Fish. The Illustrated natural history of Canada (1974, 1975) （共著）
- Superior : the haunted shore (1975)（写真：Bruce M. Litteljohn）
- Browns' Weir (1983)（Gwendolyn Drewとの共著）
- A sea within : the Gulf of St. Lawrence (1984) （写真：Bruce M. Litteljohn）

### 映画ノベライゼーション
- Corvette Summer（英語版） (1978)
- Dragonslayer (1981)　『ドラゴンスレイヤー』
- Batteries not included (1987)　『ニューヨーク東8番街の奇跡』
- Willow (1988)　『ウィロー』

### 邦訳書
- 『ニューヨーク東8番街の奇跡』（黒丸尚訳、新潮文庫、1987年）
- 『ウィロー』（黒丸尚訳、ハヤカワ文庫、1988年）